# E124 (trasa europejska)
E124 – byłe oznaczenie drogi międzynarodowej w Europie. Obowiązywało do 1983 roku, kiedy wprowadzono nowy system numeracji tras europejskich. Od tamtej pory numer E124 pozostaje nieużywany. Trasa znajdowała się w całości na obszarze Irlandii.

## Historyczny przebieg E124
Lista dróg opracowana na podstawie materiału źródłowego
| Irlandia | - droga nr 5: Dublin – Port Laoise - droga nr 8: Port Laoise – Cashel – Cahir – Mitchelstown – Cork |